# Vilarnau (Canet de Rosselló)
Vilarnau va ser un lloc situat en l'actual municipi de Canet de Rosselló, a la comarca del Rosselló, (Catalunya Nord). Està situat a l'extrem de ponent del terme, al límit amb el terme comunal de Perpinyà. És al sud de la Vinyassa i a l'est de la partida del Contorn, del terme perpinyanès, al nord-oest del Mas d'en Duran.
El lloc és esmentat en documentació medieval, i en algunes ruïnes excavades modernament. Durant un període, pertangué al vescomtat de Canet.
Hi consta la parròquia de Sant Cristau de Vilarnau, desapareguda.
També es registra en aquest lloc el castell de Vilarnau de Dalt, o Sobirà, citat els anys 1322 i 1375, que pertanyia a la família Vilarnau, vassalls dels Canet.
El lloc de Vilarnau d'Avall és esmentat el 1359. A mitjans del segle xiii es documenta el castell de Vilarnau d'Avall, que va ser aportat en dot per Sibil·la, filla de Simó de Villalonga, en casar-se amb Jaume I de Vallgornera (els Vallgornera era un llinatge procedent del poble empordanès del mateix nom). El matrimoni posseïa el senyoriu de Vilarnau d'Avall, que successivament recaigué en l'hereu de Sibil·la i Simó (mort vers el 1271), Jaume de Vallgornera i de Blanes, succeït per Jaume de Vallgornera i de Sort i aquest per Joan de Vallgornera (mort cap al 1503), les possessions del qual foren confiscades pels francesos el 1464.